# Campeonato Mundial Juvenil de Ajedrez

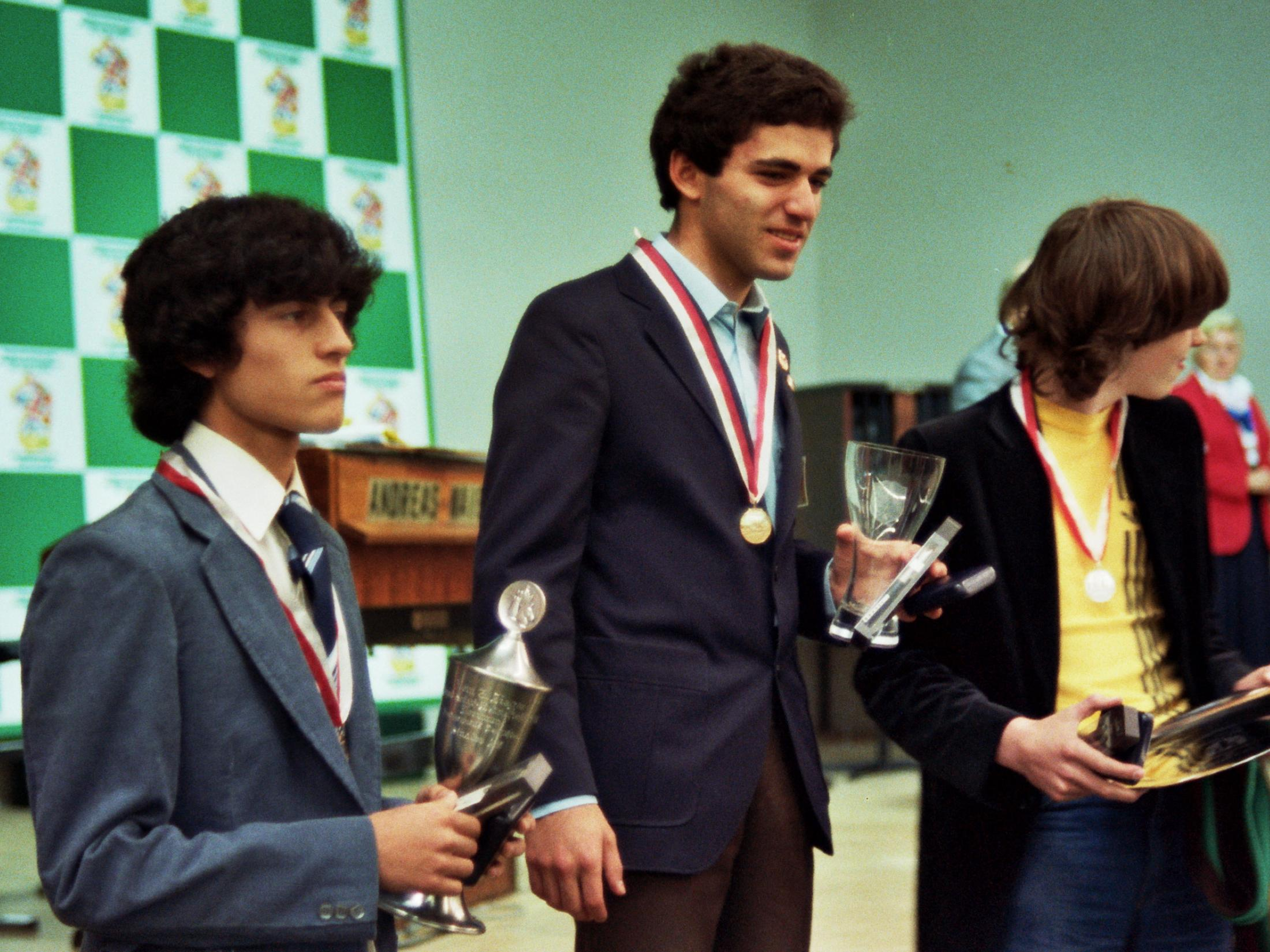
Garri Kaspárov (al centro) campeón en la edición de 1980, junto con Iván Morovic (izquierda) y Nigel Short (derecha), tercer y segundo lugar, respectivamente.

El Campeonato Mundial Juvenil de Ajedrez es una competencia para jóvenes menores de 20 años. Los jugadores deben tener entre 16 años y menos de 20 años al 1 de enero del año de la competencia. Cuatro de los ganadores: Borís Spaski, Anatoli Kárpov, Garri Kaspárov y Viswanathan Anand; han logrado ganar el Campeonato Mundial de Ajedrez. En 1982 fue establecido un torneo femenino separado.

## Palmarés

### Categoría masculina (1951-1982)
| Ed. | Año  | Lugar                 | Campeón             | Federación      | Segundo            | Tercero                |
| --- | ---- | --------------------- | ------------------- | --------------- | ------------------ | ---------------------- |
| 1   | 1951 | Coventry y Birmingham | Borislav Ivkov      | Yugoslavia      | Malcolm Barker     | Raúl Ceferino Cruz     |
| 2   | 1953 | Copenhague            | Óscar Panno         | Argentina       | Klaus Darga        | Borislav Ivkov         |
| 3   | 1955 | Amberes               | Boris Spassky       | Unión Soviética | Edmar Mednis       | Miguel Farré Mallofré  |
| 4   | 1957 | Toronto               | William Lombardy    | 1912            | Mathias Gerusel    | Alexander Jongsma      |
| 5   | 1959 | Münchenstein          | Carlos Bielicki     | Argentina       | Josif Stefanov     | David Rumens           |
| 6   | 1961 | La Haya               | Bruno Parma         | Yugoslavia      | Florin Gheorghiu   | Aleksandr Kouindji     |
| 7   | 1963 | Vrnjačka Banja        | Florin Gheorghiu    | Rumania         | Michal Janata      | Bojan Kurajica         |
| 8   | 1965 | Barcelona             | Bojan Kurajica      | Yugoslavia      | Robert Hartoch     | Vladimir Tukmakov      |
| 9   | 1967 | Jerusalén             | Julio Kaplan        | Puerto Rico     | Raymond Keene      | Jan Timman             |
| 10  | 1969 | Estocolmo             | Anatoli Kárpov      | Unión Soviética | András Adorján     | Aurel Urzică           |
| 11  | 1971 | Atenas                | Werner Hug          | Suiza           | Zoltán Ribli       | Kenneth Rogoff         |
| 12  | 1973 | Teesside              | Aleksandr Beliavski | Unión Soviética | Tony Miles         | Michael Stean          |
| 13  | 1974 | Manila                | Tony Miles          | Inglaterra      | Roy Dieks          | Slavoljub Marjanović   |
| 14  | 1975 | Tjentište             | Valeri Chéjov       | Unión Soviética | Larry Christiansen | Jonathan Mestel        |
| 15  | 1976 | Groninga              | Mark Diesen         | Estados Unidos  | Ľubomír Ftáčnik    | Nir Grinberg           |
| 16  | 1977 | Innsbruck             | Artur Yusúpov       | Unión Soviética | Alonso Zapata      | Petar Popović          |
| 17  | 1978 | Graz                  | Serguéi Dolmátov    | Unión Soviética | Artur Yusúpov      | Jens Ove Fries-Nielsen |
| 18  | 1979 | Skien                 | Yasser Seirawan     | Estados Unidos  | Aleksandr Chernin  | Predrag Nikolić        |
| 19  | 1980 | Dortmund              | Gari Kaspárov       | Unión Soviética | Nigel Short        | Iván Morovic           |
| 20  | 1981 | Ciudad de México      | Ognjen Cvitan       | Yugoslavia      | Jaan Ehlvest       | Nigel Short            |
| 21  | 1982 | Groninga              | Andréi Sokolov      | Unión Soviética | Igor Štohl         | Joel Benjamin          |

### Palmarés mixto (desde 1983)
| Ed. | Año  | Lugar             | Campeón                | Federación     | Segundo              | Tercero                |
| --- | ---- | ----------------- | ---------------------- | -------------- | -------------------- | ---------------------- |
| 22  | 1983 | Belfort           | Kiril Georgiev         | Bulgaria       | Valeri Salov         | Saíd-Ahmed Saíd        |
| 23  | 1984 | Kiljava           | Curt Hansen            | Dinamarca      | Alekséi Dréyev       | Kiril Georgiev         |
| 24  | 1985 | Sharjah           | Maxim Dlugy            | Estados Unidos | Pavel Blatný         | Josef Klinger          |
| 25  | 1986 | Gausdal           | Walter Arencibia       | Cuba           | Simen Agdestein      | Ferdinand Hellers      |
| 26  | 1987 | Baguio            | Viswanathan Anand      | India          | Vasili Ivanchuk      | Grigori Serper         |
| 27  | 1988 | Adelaida          | Joël Lautier           | Francia        | Vasili Ivanchuk      | Grigori Serper         |
| 28  | 1989 | Tunja             | Vasil Spasov           | Bulgaria       | Jacek Gdański        | Mijaíl Ulybin          |
| 29  | 1990 | Santiago de Chile | Ilia Gurévich          | Estados Unidos | Alexéi Shírov        | Vladímir Akopián       |
| 30  | 1991 | Mamaia            | Vladímir Akopián       | Armenia        | Mijaíl Ulybin        | Serguéi Tiviakov       |
| 31  | 1992 | Buenos Aires      | Pablo Zarnicki         | Argentina      | Vadim Milov          | George Michelakis      |
| 32  | 1993 | Kozhikode         | Igor Miladinović       | Yugoslavia     | Vlastimil Babula     | Serguéi Rubliovski     |
| 33  | 1994 | Caiobá            | Helgi Grétarsson       | Islandia       | Zsófia Polgár        | Giovanni Vescovi       |
| 34  | 1995 | Halle             | Roman Slobodjan        | Alemania       | Alexander Onischuk   | Hugo Spangenberg       |
| 35  | 1996 | Medellín          | Emil Sutovsky          | Israel         | Zhang Zhong          | Zoltán Gyimesi         |
| 36  | 1997 | Żagań             | Tal Shaked             | Estados Unidos | Vigen Mirumian       | Hristos Banikas        |
| 37  | 1998 | Kozhikode         | Darmén Sadvakásov      | Kazajistán     | Zhang Zhong          | Hristos Banikas        |
| 38  | 1999 | Ereván            | Aleksandr Galkin       | Rusia          | Rustam Qosimjonov    | Karen Asrian           |
| 39  | 2000 | Ereván            | Lázaro Bruzón          | Cuba           | Kamil Mitoń          | Karen Asrian           |
| 40  | 2001 | Atenas            | Péter Ács              | Hungría        | Merab Gagunashvili   | Levon Aronian          |
| 41  | 2002 | Goa               | Levon Aronian          | Armenia        | Luke McShane         | Surya Ganguly          |
| 42  | 2003 | Najicheván        | Shakhriyar Mamedyarov  | Azerbaiyán     | Serguéi Azárov       | Aleksandr Zubov        |
| 43  | 2004 | Cochín            | Pentala Harikrishna    | India          | Tigran L. Petrosian  | Zhao Jun               |
| 44  | 2005 | Estambul          | Shakhriyar Mamedyarov  | Azerbaiyán     | Ferenc Berkes        | Yevgueni Alekséyev     |
| 45  | 2006 | Ereván            | Zaven Andriasian       | Armenia        | Nikita Vitiugov      | Yuri Krivoruchko       |
| 46  | 2007 | Ereván            | Ahmed Adly             | Egipto         | Ivan Popov           | Wang Hao               |
| 47  | 2008 | Gaziantep         | Abhijeet Gupta         | India          | Parimarjan Negi      | Arik Braun             |
| 48  | 2009 | Puerto Madryn     | Maxime Vachier-Lagrave | Francia        | Serguéi Zhigalko     | Michał Olszewski       |
| 49  | 2010 | Chotowa           | Dmitri Andreikin       | Rusia          | Sanán Siuguírov      | Dariusz Świercz        |
| 50  | 2011 | Chennai           | Dariusz Świercz        | Polonia        | Robert Hovhannissian | Sahaj Grover           |
| 51  | 2012 | Atenas            | Alexander Ipatov       | Turquía        | Richárd Rapport      | Ding Liren             |
| 52  | 2013 | Izmit             | Yu Yangyi              | China          | Alexander Ipatov     | Vidit Santosh Gujrathi |
| 53  | 2014 | Pune              | Lu Shanglei            | China          | Wei Yi               | Vladímir Fedoséyev     |
| 54  | 2015 | Janti-Mansisk     | Mijaíl Antípov         | Rusia          | Jan-Krzysztof Duda   | Matthias Blübaum       |
| 55  | 2016 | Bhubaneswar       | Jeffery Xiong          | Estados Unidos | Vladislav Artémiev   | Sunilduth Lyna         |
| 56  | 2017 | Tarvisio          | Aryan Tari             | Noruega        | Manuel Petrosián     | Aravindh Chithambaram  |
| 57  | 2018 | Gebze             | Parham Maghsoodloo     | Irán           | Abhimanyu Puranik    | Serguéi Lobanov        |
| 58  | 2019 | Nueva Delhi       | Evgeny Shtembuliak     | Ucrania        |                      |                        |
| 59  | 2022 | Cala Gonone       | Abdulla Gadimbayli     | Azerbaiyán     |                      |                        |
| 60  | 2023 | Ciudad de México  | Marc'Andria Maurizzi   | Francia        |                      |                        |
| 61  | 2024 | Gandhinagar       | Kazybek Nogerbek       | Kazajistán     |                      |                        |

### Categoría femenina (desde 1982)
| Ed. | Año  | Lugar             | Campeona                | Federación      |
| --- | ---- | ----------------- | ----------------------- | --------------- |
| 1   | 1982 | Senta             | Agnieszka Brustman      | Polonia         |
| 2   | 1983 | Ciudad de México  | Fliura Jasánova         | Unión Soviética |
| 3   | 1985 | Dobrna            | Keteván Arajamia        | Unión Soviética |
| 4   | 1986 | Gausdal           | Ildikó Mádl             | Hungría         |
| 5   | 1987 | Baguio            | Camilla Baginskaite     | Unión Soviética |
| 6   | 1988 | Adelaida          | Alisa Galliamova        | Unión Soviética |
| 7   | 1989 | Tunja             | Ketino Kachiani         | Unión Soviética |
| 8   | 1990 | Santiago de Chile | Ketino Kachiani         | Unión Soviética |
| 9   | 1991 | Mamaia            | Nataša Bojković         | Yugoslavia      |
| 10  | 1992 | Buenos Aires      | Krystyna Dąbrowska      | Polonia         |
| 11  | 1993 | Kozhikode         | Nino Jurtsidze          | Georgia         |
| 12  | 1994 | Caiobá            | Zhu Chen                | China           |
| 13  | 1995 | Halle             | Nino Jurtsidze          | Georgia         |
| 14  | 1996 | Medellín          | Zhu Chen                | China           |
| 15  | 1997 | Żagań             | Harriet Hunt            | Inglaterra      |
| 16  | 1998 | Kozhikode         | Hoang Thanh Trang       | Vietnam         |
| 17  | 1999 | Ereván            | Maria Kouvatsou         | Grecia          |
| 18  | 2000 | Ereván            | Xu Yuanyuan             | China           |
| 19  | 2001 | Atenas            | Humpy Koneru            | India           |
| 20  | 2002 | Goa               | Zhao Xue                | China           |
| 21  | 2003 | Najicheván        | Nana Dzagnidze          | Georgia         |
| 22  | 2004 | Cochín            | Yekaterina Kórbut       | Rusia           |
| 23  | 2005 | Estambul          | Elisabeth Pähtz         | Alemania        |
| 24  | 2006 | Ereván            | Shen Yang               | China           |
| 25  | 2007 | Ereván            | Vera Nebólsina          | Rusia           |
| 26  | 2008 | Gaziantep         | Harika Dronavalli       | India           |
| 27  | 2009 | Puerto Madryn     | Swaminathan Soumya      | India           |
| 28  | 2010 | Chotowa           | Anna Muzychuk           | Eslovenia       |
| 29  | 2011 | Chennai           | Deysi Cori              | Perú            |
| 30  | 2012 | Atenas            | Guo Qi                  | China           |
| 31  | 2013 | Izmit             | Aleksandra Goriáchkina  | Rusia           |
| 32  | 2014 | Pune              | Aleksandra Goriáchkina  | Rusia           |
| 33  | 2015 | Janti-Mansisk     | Natalia Buksa           | Ucrania         |
| 34  | 2016 | Bhubaneswar       | Dinara Saduakassova     | Kazajistán      |
| 35  | 2017 | Tarvisio          | Zhansaya Abdumalik      | Kazajistán      |
| 36  | 2018 | Gebze             | Aleksandra Maltsevskaïa | Rusia           |
| 37  | 2019 | Nueva Delhi       | Polina Shuvalova        | Rusia           |
| 38  | 2022 | Cala Gonone       | Govhar Beydullayeva     | Azerbaiyán      |
| 39  | 2023 | Ciudad de México  | Candela Francisco       | Argentina       |
| 40  | 2024 | Gandhinagar       | Divya Deshmukh          | India           |